# Кучеров, Виктор Иванович
Виктор Иванович Кучеров (1935—1998) — советский военный инженер, специалист и организатор научно-исследовательских работ в области управления системой единого времени для космических войск, полковник-инженер (1976). Лауреат Государственной премии СССР (1983).

## Биография
Родился 28 января 1935 года в Москве.
С 1952 по 1957 год обучался в Ростовском высшем артиллерийском инженерном училище. С 1957 по 1961 год на научно-исследовательской работе в Военной инженерной академии имени Ф. Э. Дзержинского в должностях: инженер, старший инженер и начальник отдела лаборатории этой академии.
С 1961 по 1966 год на службе в системе Главного управления ракетного вооружения Министерства обороны СССР в военном представительстве НИИ автоматики и приборостроения Министерства промышленности средств связи СССР под руководством Н. А. Пилюгина, где работал в должностях: помощник военного представителя, младший военный представитель и с 1963 по 1966 год — военный представитель этого института.
С 1966 по 1985 год на научно-исследовательской работе в Центральном управлении космических средств (с 1970 года — Главное управление космических средств в системе Ракетных войск стратегического назначения СССР, а с 1981 года в системе Генерального штаба Вооружённых сил СССР в должностях: старший офицер, заместитель начальника и с 1977 по 1985 год — начальник отдела Службы единого времени. В. И. Кучеров являлся одним из руководителей и заказчиков работ по созданию Государственной системы единого времени и эталонных частот, им был внесён весомый вклад в организацию научно-исследовательских работ по частотно-временному обеспечению Советского Союза. В 1983 году Постановлением ЦК КПСС и СМ СССР «За вклад по созданию Государственной системы единого времени и эталонных частот» В. И. Кучеров был удостоен Государственной премии СССР.
С 1985 года в запасе Вооружённых Сил СССР.
Скончался 7 августа 1998 года в Москве, похоронен на Ваганьковском кладбище.

## Награды
- Орден Красной Звезды (1976)
- Государственная премия СССР (1983)[2][3]